# Distrikt Canis
Der Distrikt Canis liegt in der Provinz Bolognesi in der Region Ancash in West-Peru. Der Distrikt wurde am 29. Januar 1965 gegründet. Die Distriktfläche beträgt 20,7 km². Beim Zensus 2017 wurden 328 Einwohner gezählt. Im Jahr 1993 lag die Einwohnerzahl bei 214, im Jahr 2007 bei 691. Die Distriktverwaltung befindet sich in der 2460 m hoch gelegenen Ortschaft Canis mit 316 Einwohnern (Stand 2017). Canis befindet sich 21 km südlich der Provinzhauptstadt Chiquián.

## Geographische Lage
Der Distrikt Canis liegt in der peruanischen Westkordillere im Süden der Provinz Bolognesi. Der Distrikt liegt am rechten Flussufer des nach Süden fließenden Río Pativilca.
Der Distrikt Canis grenzt im Süden und im Westen an den Distrikt Cajamarquilla (Provinz Ocros), im Norden an die Distrikte San Miguel de Corpanqui und Abelardo Pardo Lezameta sowie im Osten an die Distrikte La Primavera und Mangas.